# Wieke Hoogzaad
Ludowieka „Wieke“ Victoria Hoogzaad (* 29. Juni 1970 in Dordrecht) ist eine ehemalige niederländische Triathletin. Sie ist Triathlon-Europameisterin (1998) und zweifache Olympionikin (2000, 2004).

## Werdegang
Wieke Hoogzaad kam über ihren damaligen Partner im Jahr 1991 zum Triathlon. Ihr Spitzname ist „Wiki de Viking“.
Im Juli 1998 wurde sie in Velden am Wörther See Triathlon-Europameisterin auf der olympischen Distanz (1,5 km Schwimmen, 40 km Radfahren und 10 km Laufen).
Bei den Olympischen Sommerspielen 2000 in Australien belegte sie den 25. Rang.
2001 wurde sie Vierte bei der Triathlon-Europameisterschaft.
Im November 2003 konnte sie in Australien ihr erstes Weltcup-Rennen gewinnen.
Bei den Olympischen Sommerspielen 2004 in Athen belegte sie wie schon vier Jahre zuvor wieder den 25. Rang.
Seit 2008 tritt sie nicht mehr international in Erscheinung.

## Sportliche Erfolge
| Datum/Jahr    | Rang | Wettbewerb                           | Austragungsort        | Zeit      | Bemerkung                                                                                              |
| ------------- | ---- | ------------------------------------ | --------------------- | --------- | --- |
| 6. Juli 2008  | 17   | BG Triathlon World Cup               | Hamburg               | 02:10:10  | hinter der Deutschen Ricarda Lisk                                                                      |
| 25. Aug. 2004 | 25   | Olympische Sommerspiele 2004         | Athen                 | 02:09:47  | |
| 23. Nov. 2003 | 1    | ITU Triathlon World Cup              | Geelong               | 02:08:57  | erster Weltcup-Sieg                                                                                    |
| 25. Aug. 2001 | 2    | ITU Triathlon World Cup              | Lausanne              | 02:07:51  | hinter der US-Amerikanerin Siri Lindley                                                                |
| 23. Juni 2001 | 4    | ETU Triathlon European Championships | Karlsbad              | 02:21:04  | |
| 16. Sep. 2000 | 25   | Olympische Sommerspiele 2000         | Sydney                | 02:06:45  | |
| 4. Juli 1998  | 1    | ETU Triathlon European Championships | Velden am Wörther See | 02:04:31  | ETU-Europameisterin auf der Triathlon-Kurzdistanz (1,5 km Schwimmen, 40 km Radfahren und 10 km Laufen) |
| 30. Juli 1995 | 10   | ETU Triathlon European Championships | Stockholm             | 002:05:36 | hinter der Französin Isabelle Mouthon-Michellys                                                        |

(DNF – Did Not Finish)